# Robert Stähr

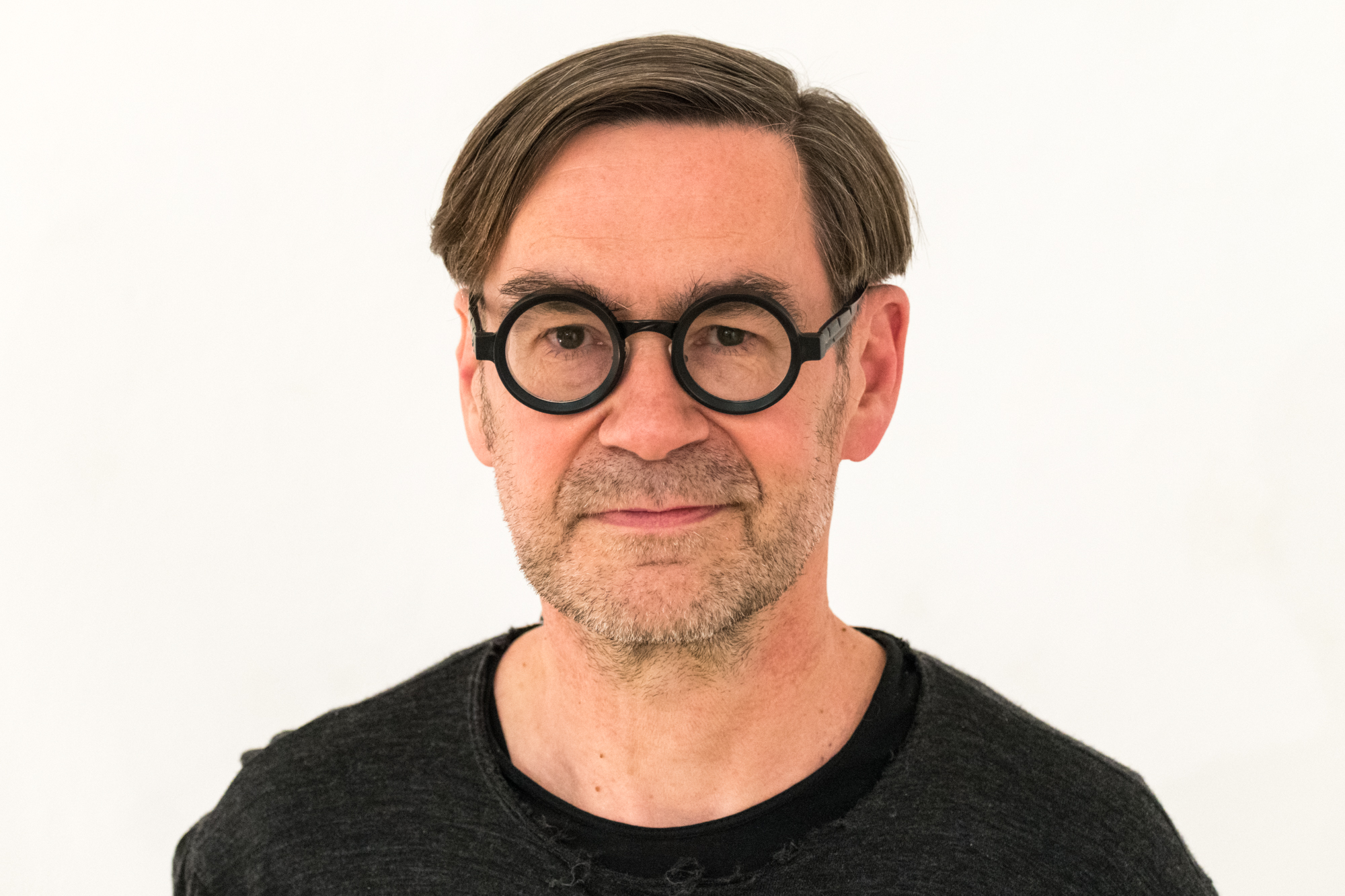
Robert Stähr, 2019

Robert Stähr (* 1. August 1960 in Linz) ist ein österreichischer Schriftsteller.

## Leben und Wirken
Stähr studierte Germanistik und Kommunikationswissenschaft an der Universität Salzburg. Von 1989 bis 1992 war er Dramaturg und Schauspieler am Theater Phönix in Linz und am Toihaus Theater in Salzburg.
1993 begann er mit einer Lehrtätigkeit in der Erwachsenenbildung und seit 1996 ist er Lektor der Pro Mente Edition in Linz.
Seit 2006 fungierte er wiederholt als Juror für die oberösterreichische Literaturzeitschrift Die Rampe. Stähr ist Mitglied der Grazer Autorinnen Autorenversammlung und der Künstlervereinigung MAERZ. Er schreibt Lang- und Kurzprosa, für die er Strukturen entwirft, die von linearen Erzählformen abweichen, dabei sowohl zeitgenössischen als auch tradierten Erzählweisen Raum bieten.
2003/2013 Österreichisches Staatsstipendium für Literatur
2015/2017 Österreichisches Projektstipendium für Literatur
2016 Adalbert Stifter - Stipendium des Landes Oberösterreich
Aufenthaltsstipendien des Landes Oberösterreich und der Literar Mechana in Wien, Berlin und Gmunden

## Einzelpublikationen
- PLAN. Passagen Verlag, Wien 2020
- Linse. Verlag Nina Roiter, Linz 2017
- Der Brief. Passagen Verlag, Wien 2014
- In einem Stück. Passagen Verlag, Wien 2011
- KARTE. Prosa. edition selene, Wien 2003
- TANZT. Texte. edition selene, Wien 2001
- UMTEXTE. Blattwerk, Linz – Wien 1997. Neuauflage: edition selene, Wien 2003
- Schritt/Wechsel. Fünf Prosastücke. Blattwerk, Linz – Wien 1994. Neuauflage: edition selene, Wien 2003